# Diossido di plutonio
Il diossido di plutonio è un composto chimico con formula PuO2. Si tratta di un solido a elevato punto di fusione che rappresenta uno dei principali composti del plutonio. La sua colorazione può variare dal giallo al verde oliva, in relazione alla dimensione delle particelle, alla temperatura e al metodo di produzione.

## Struttura
PuO2 cristallizza nel sistema cristallino caratteristico della fluorite, con centri di Pu4+ in un sistema cubico a facce centrate e ioni ossido che occupano le lacune tetraedriche. Il diossido di plutonio viene utilizzato come combustibile nucleare grazie al fatto che le lacune ottaedriche consentono di ospitare i prodotti di fissione senza che si abbia la rottura della struttura del materiale.

## Sintesi
Il plutonio metallico si ossida spontaneamente a PuO2 in presenza di ossigeno. Il diossido di plutonio viene principalmente prodotto attraverso la calcinazione dell'ossalato di plutonio(IV), Pu(C2O4)2·6H2O, a 300 °C. L'ossalato di plutonio è ottenuto durante il riprocessamento del combustibile nucleare.

## Applicazioni

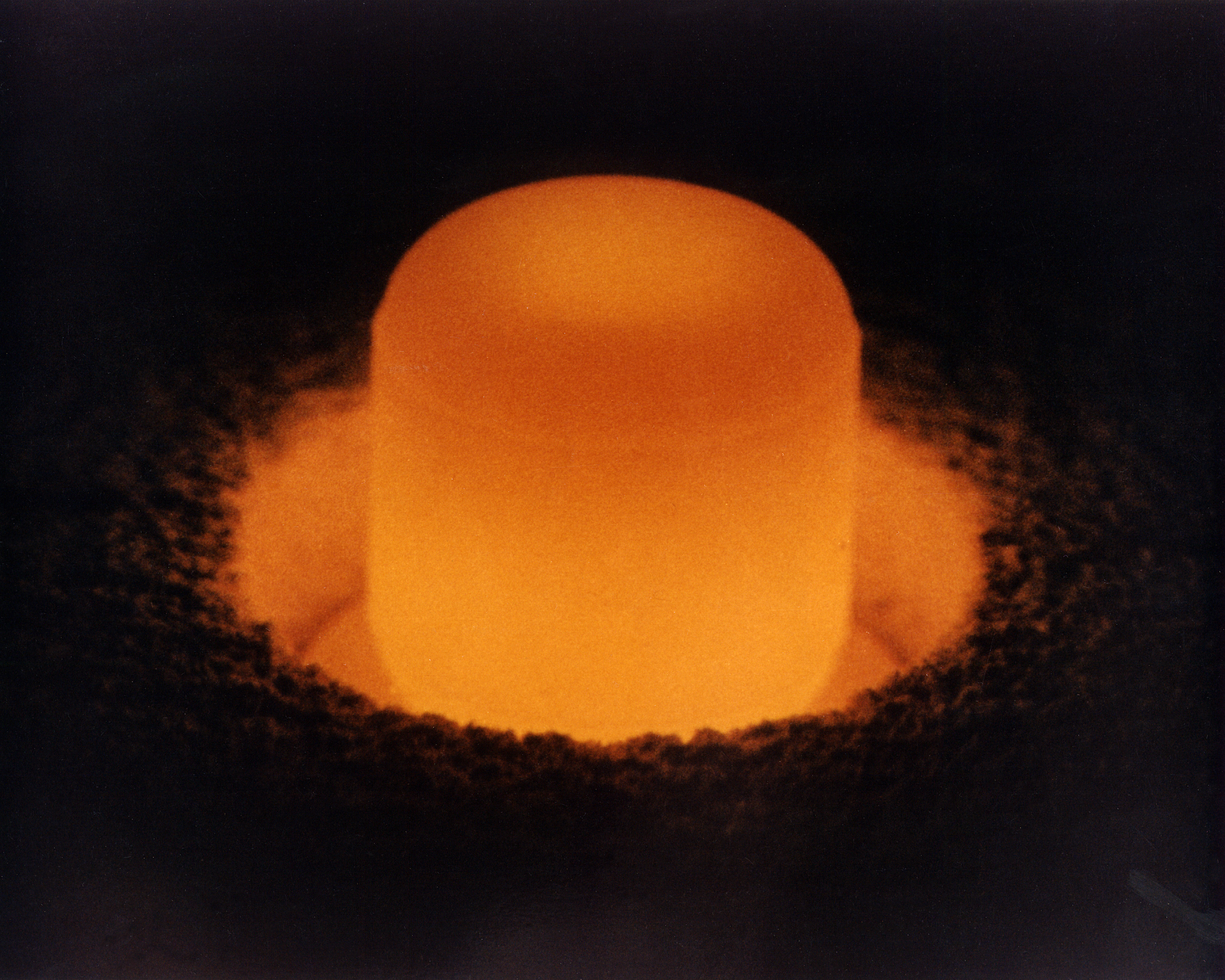
Un cilindro di ^{238}PuO_{2} reso incandescente dal proprio calore di disintegrazione

Il diossido di plutonio viene utilizzato nel MOX quale combustibile per reattori nucleari. Il diossido di plutonio-238 è utilizzato come fonte di energia per le sonde spaziali come la New Horizons. L'isotopo decade emettendo particelle α generando calore in seguito alla conversione dell'energia cinetica in energia termica: la potenza specifica del plutonio-238 è di circa 567 W/kg, che vale circa 390 W/kg sotto forma di diossido di plutonio — l'isotopo di plutonio-238 non è mai puro, raggiungendo generalmente una concentrazione dal 75 all'80%, con un contenuto spesso dal 15 al 20% di plutonio-239 e diversi altri attinidi.
Questa tecnologia presenta molti vantaggi per l'esplorazione spaziale, ma continua a suscitare i timori dell'opinione pubblica rispetto ai rischi di contaminazione radioattiva in caso di incidente durante il lancio o in caso di caduta del velivolo nell'atmosfera terrestre.

## Sicurezza
Il diossido di plutonio è altamente tossico per gli esseri umani, specialmente attraverso l'inalazione. Come tutti i composti del plutonio, è soggetto al controllo inerente al Trattato di non proliferazione nucleare. A causa del decadimento alfa del plutonio, PuO2, come tutti gli altri composti formati da questo elemento, risulta caldo al tatto.